# 株式ネット新聞
株式ネット新聞は株式会社スリーアイが運営する個人投資家向け投資情報サイトである。略称はネット新聞。

## 概要
- 2008年創刊[要出典]
- 記事ごとの単独売りと月額使い放題プランという2つの販売方式を採用。
- レーティングや個別銘柄情報などを取り扱っている。
- 銘柄情報の中に当該企業代表などの所有馬競走成績に触れる記事が見られる。（例：図研の記事にはアパパネ、フィールズの記事にはカジノドライヴ、セガサミーにはサトノプログレス、VSNにはフサイチパンドラ）
- 人気記事ランキングの中にはレーティング関連の記事が多い。
- インターネットサービス関係では珍しく、同業他社の広告を出したり、同業他社の宣伝を目的とするメールマガジンなども配信している。